# Erato (dríade)
Erato, na mitologia grega, foi uma dríade, esposa de Arcas, filho de Calisto. Eles tiveram três filhos: Azan, Afeidas e Élato; Arcas também teve dois outros filhos: Autolaus, filho ilegítimo, antes do casamento com Erato e Triphylus, filho de Laodameia, filha de Amiclas, rei da Lacedemônia.